# Les Invités de mon père
Pour plus de détails, voir Fiche technique et Distribution.
Les Invités de mon père est un film français réalisé par Anne Le Ny, sorti en 2010.

## Synopsis
Lucien Paumelle, médecin retraité, est un militant de longue date (Résistance, droit à l'avortement). Par conviction, il décide d'héberger une clandestine et sa fille, venant de Moldavie. Seulement, les rapports entre Tatiana et Lucien Paumelle ne sont pas forcément bien vus par ses enfants, Babette et Arnaud.

## Fiche technique
Source IMDb
- Titre : Les Invités de mon père
- Réalisation : Anne Le Ny
- Scénario : Anne Le Ny et Luc Béraud
- Producteur : Bruno Levy
- Scripte : Sylvie Koechlin
- Musique : Béatrice Thiriet
  - Impromptus (Opus 90 N° 2 et 3) de Franz Schubert
- Photographie : Patrick Blossier
- Montage : Francine Sandberg
- Ingénieur du son : Eric Devulder
- Pays de production :  France
- Langue : français
- Format : couleur - 2,35:1
- Genre : comédie
- Durée : 100 minutes
- Dates de sortie :
  - France, Suisse et Belgique : 31 mars 2010
  - États-Unis : 24 avril 2010

## Distribution
Sauf indication contraire, les informations mentionnées dans cette section peuvent être confirmées par la base de données cinématographiques IMDb,  présente dans la section « Liens externes ».
- Karin Viard : Babette Paumelle
- Flore Babled : Julie
- Michel Aumont : Lucien Paumelle
- Fabrice Luchini : Arnaud Paumelle
- Marie-Agnès Brigot : Mme Delbard
- Valérie Benguigui : Karine Paumelle
- Luc-Antoine Diquéro : le bénévole
- Olivier Rabourdin : Rémi, le mari de Babette
- Max Renaudin-Pratt : Simon
- Emma Siniavski : Sorina
- Veronica Novak : Tatiana
- Cidalia Valente : Mme Da Silva
- Raphaël Personnaz : Carter
- Aude Léger : la réceptionniste
- Benjamin Atlan : Théo
- Louise Duby : la mère de Théo
- Anne Le Ny : la femme dans l'auto
- Pierre Poirot : l'homme dans l'auto
- Thierry Angelvy : le médecin
- Monique Couturier : Tante Hélène

## Autour du film
- Lieux de tournage : Paris, Garches, Quimper et sa région, Plouhinec